# Liste der Baudenkmäler in Merching
Auf dieser Seite sind die Baudenkmäler in der schwäbischen Gemeinde Merching zusammengestellt. Diese Tabelle ist eine Teilliste der Liste der Baudenkmäler in Bayern. Grundlage ist die Bayerische Denkmalliste, die auf Basis des Bayerischen Denkmalschutzgesetzes vom 1. Oktober 1973 erstmals erstellt wurde und seither durch das Bayerische Landesamt für Denkmalpflege geführt wird. Die folgenden Angaben ersetzen nicht die rechtsverbindliche Auskunft der Denkmalschutzbehörde.

## Baudenkmäler nach Ortsteilen

### Merching
| Lage                            | Objekt                             | Beschreibung | Akten-Nr.    | Bild                               |
| ------------------------------- | ---------------------------------- | --- | ------------ | ---------------------------------- |
| Hauptstraße 16, 16 a (Standort) | Katholische Pfarrkirche St. Martin | pilastergegliederter Saalbau mit Tonnengewölbe und eingezogenem Chor unter Stichkappentonne, nördlicher Turm mit gestaffelter, laternenbekrönter Zwiebelhaube, Chor und Turmunterbau gotisch, Langhaus 1705/07 erweitert, Kriegergedächtniskapelle 1922, westlicher Portalvorbau wohl gleichzeitig; mit Ausstattung; Friedhofskapelle St. Anna (Nr. 16 a), flachgedeckter Saalbau mit dreiseitigem Schluss, Ende 14. Jahrhundert, nach 1704 erneuert; mit Ausstattung; Friedhofsmauer mit Schießscharten, spätes 14. Jahrhundert, drei Tore, 1. Hälfte 18. Jahrhundert | D-7-71-145-1 | Katholische Pfarrkirche St. Martin |
| Obermühlstraße 1 (Standort)     | Hausmadonna                        | Barock, erste Hälfte 18. Jahrhundert | D-7-71-145-2 | BW                                 |

### Brunnen
| Lage                  | Objekt                             | Beschreibung                                                                           | Akten-Nr.    | Bild |
| --------------------- | ---------------------------------- | -------------------------------------------------------------------------------------- | ------------ | ---- |
| In Brunnen (Standort) | Katholische Kapelle St. Margaretha | kleiner Satteldachbau mit polygonalem Schluss und Dachreiter, um 1680; mit Ausstattung | D-7-71-145-3 | BW   |

### Hochdorf
| Lage                         | Objekt                                     | Beschreibung | Akten-Nr.    | Bild |
| ---------------------------- | ------------------------------------------ | --- | ------------ | ---- |
| Dorfstraße 14 (Standort)     | Ehemaliges Gasthaus                        | zweigeschossiger Satteldachbau mit Giebelluke und profiliertem Traufgesims, 2. Hälfte 19. Jahrhundert | D-7-71-145-7 | BW   |
| Dorfstraße 15 (Standort)     | Bauernhaus                                 | erdgeschossiger, giebelständiger Mitterstallbau mit Satteldach, letztes Drittel 19. Jahrhundert, Tenne und Stall um 1910/20 | D-7-71-145-5 | BW   |
| Dorfstraße 19, 21 (Standort) | Bauernhof                                  | Dreiseitanlage, hauptsächlich spätes 18. Jahrhundert, im 19. Jahrhundert ergänzt bzw. übergangen; Wohnhaus, zweigeschossiger Giebelbau mit Satteldach und Figurennische; Wohnstallgebäude, zweigeschossiger Satteldachbau; Wirtschaftsgebäude, erdgeschossiger Satteldachbau; weitere Nebengebäude; Hofeinfahrt, mit Figur des hl. Nepomuk auf reich profiliertem Tormittelstück; Hofummauerung, mit Bedachung; Pavillon, innerhalb der Mauerzone | D-7-71-145-6 | BW   |
| Hochstraße (Standort)        | Wegkreuz                                   | zweite Hälfte 19. Jahrhundert; an der Straße nach Steinach, am Ortsausgang | D-7-71-145-9 | BW   |
| Kirchberg 2 (Standort)       | ehemaliges Pfarrhaus                       | stattlicher, zweigeschossiger Giebelbau mit Satteldach und pilasterartiger Eckbetonung, dreifach gegliederte Giebelzone, Figurennische, 1731/33; Gartenummauerung | D-7-71-145-8 | BW   |
| Kirchberg 3 (Standort)       | Katholische Pfarrkirche St. Peter und Paul | lisenengegliederter Saalbau mit flacher Stichkappentonne und eingezogenem Chor, Dachreiter mit Zwiebelhaube, im Kern wohl gotisch, Umgestaltung 1663 und 1769/70; mit Ausstattung; Friedhofsmauer | D-7-71-145-4 | BW   |

### Steinach bei Mering
| Lage                                   | Objekt                              | Beschreibung | Akten-Nr.     | Bild |
| -------------------------------------- | ----------------------------------- | --- | ------------- | ---- |
| Hausener Straße 2 (Standort)           | Pfarrhaus                           | hoher, zweigeschossiger Giebelbau mit Satteldach, Segmentbogenfenstern und neugotischem Giebelfenster, Giebel- und Traufprofile, Eckbetonung durch Putzbänder, 1861; Vorgarteneinfriedung, steinerne Pfosten, gleichzeitig | D-7-71-145-11 | BW   |
| Hausener Straße 6 (Standort)           | Katholische Pfarrkirche St. Gangulf | flachgedeckter Saalbau mit eingezogenem Chor unter Stichkappentonne, nördlicher Zwiebelturm, im Kern wohl romanisch, um 1760; mit Ausstattung                                                                              | D-7-71-145-10 | BW   |
| Hausener Straße 8 (Standort)           | Mörtelplastik                       | Mörtelplastik eines Hirten mit zwei Kühen, bezeichnet 1897 | D-7-71-145-15 | BW   |
| Hausener Straße 28 (Standort)          | Ehemalige Mühle                     | stattlicher, zweigeschossiger Satteldachbau, im Kern 18. Jahrhundert | D-7-71-145-14 | BW   |
| Kapellenweg (Standort)                 | Wegkapelle                          | kleiner Satteldachbau mit halbrunder Apsis, 19. Jahrhundert; mit Ausstattung | D-7-71-145-12 | BW   |
| an der Straße nach Hochdorf (Standort) | Wegkreuz                            | zweite Hälfte 19. Jahrhundert | D-7-71-145-13 | BW   |